# Sarir
Sarir of Serir was een middeleeuwse christelijke staat in de bergachtige regio's van het moderne Dagestan, die duurde van de 6e of 7e tot de 12e eeuw. De naam is afgeleid van het Arabische woord voor "troon" en verwijst naar een gouden troon als symbool van koninklijk gezag.

## Oorsprong
Sarir werd voor het eerst gedocumenteerd als een politieke entiteit in de 6e eeuw na Christus. In de mondelinge overlevering verhalen de Kaukasische Avaren over haar stichting. Volgens een legende werd het koninkrijk opgericht door een Perzische generaal die door een Sassanidische sjah werd gestuurd om de Kaukasus onder zijn gezag te plaatsen. Deze legende wordt bevestigd door de namen van lokale koningen, die meestal van Perzische of soms Syrische etymologie zijn.
Sarir grensde aan de Chazaren in het noorden, de Doerdzoeken in het westen en noordwesten, Georgië en Derbent in het zuiden. Omdat de staat christelijk was, beschouwden Arabische historici het ten onrechte als afhankelijk van het Byzantijnse Rijk. De hoofdstad van Sarir was de stad Humraj, geïdentificeerd met het moderne dorp Choenzach. De koning woonde in een afgelegen kasteel aan de top van een berg.

## Geschiedenis
Tijdens de Arabisch-Chazaarse oorlogen van de 7e en 8e eeuw verbonden de koningen van Sarir zich met de Chazaren. Na de succesvolle campagne van Marwan ibn Muhammad in 737–739, werd Sarir gedwongen zich te onderwerpen aan het gezag van de kalief. Het bracht tribuut en leverde mannen voor het Arabische garnizoen van Derbent tot de 9e eeuw, toen het aangemoedigd door veranderingen in de machtsstructuur in het zuiden, soevereiniteit opeiste over grote delen van de Kaukasus, waaronder Goemik, Filan en delen van Arran.
Terwijl de hegemonie van het kalifaat afbrokkelde, bevond Sarir zich voortdurend in oorlog met haar opvolgerstaten, zoals Derbent en Sjirvan. In deze oorlogen was het meestal zegevierend en dit stond Sarir in staat om de politiek van Derbent te manipuleren. Tegelijkertijd namen de koningen van Sarir geleidelijk afstand van de Chazaren en ondernamen verschillende invallen in de Chazaarse steppen. Een patroon van huwelijken tussen de koninklijke huizen van Sarir en Alania bevestigde het anti-Chazaarse verbond tussen de twee christelijke staten.

## Uiteenvallen
Gealarmeerd door de groeiende christelijke macht in de Kaukasus, beloofden de islamitische regionale machten elkaar wederzijdse hulp tegen Sarir. Hun economische en militaire druk, in combinatie met interne onenigheid, leidde tot de desintegratie van de staat in de vroege 12e eeuw. Na nog een eeuw van overwicht door de moslims werd de islam de dominante religie in de regio. In de 13e eeuw vormden de Avaren een nieuwe islamitische staat, traditioneel bekend als Avaristan.

## Koningen
- Abukhisro – (740)
- Avaz – (tweede helft 9e eeuw)
- Buht Isho I – (905)
- Philan Shah – (940–950)
- Buht Isho II – (1025–26)
- Firudzha –
- Tokku – (1065)